# Jan Gołubski
Jan Gołubski (ur. 15 grudnia 1895 Rożentalu, zm. 24 stycznia 1930 w Warszawie) – kapitan dyplomowany piechoty Wojska Polskiego, działacz niepodległościowy, kawaler Orderu Virtuti Militari.

## Życiorys
Urodził się 15 grudnia 1895 we wsi Rożental, w ówczesnym powiecie lubawskim rejencji kwidzyńskiej. 18 października 1918 wstąpił do Wojska Polskiego na Syberii i został dowódcą plutonu ciężkich karabinów maszynowych w I batalionie 2 pułku strzelców polskich na Syberii. W styczniu 1920 dostał się do niewoli bolszewickiej. Po udanej ucieczce z niewoli powrócił do kraju i został przyjęty do Syberyjskiej Brygady Piechoty.
1 czerwca 1921 pełnił służbę w Dowództwie Syberyjskiej Dywizji Piechoty, a jego oddziałem macierzystym był 2 syberyjski pułk piechoty. 3 maja 1922 został zweryfikowany w stopniu porucznika ze starszeństwem z dniem 1 czerwca 1919 i 86. lokatą w korpusie oficerów piechoty. Jego oddziałem macierzystym był wówczas 83 pułk piechoty. W latach 1923–1926 kontynuował służbę w 83 pp w Kobryniu. Z dniem 2 listopada 1926 został przydzielony do Wyższej Szkoły Wojennej w Warszawie, w charakterze słuchacza Kursu 1926–1928. Z dniem 31 października 1928, po ukończeniu kursu i otrzymaniu dyplomu naukowego oficera Sztabu Generalnego, został przeniesiony do Dowództwa Okręgu Korpusu Nr III w Grodnie. W 1930 pełnił obowiązki szefa Oddziału Wyszkolenia Sztabu DOK III.
Zmarł 24 stycznia 1930 w gmachu Ministerstwa Spraw Wojskowych w Warszawie, w trakcie podróży służbowej. Przyczyną śmierci był krwotok gardlany. Osierocił żonę i troje małych dzieci. Pochowany 28 stycznia 1930 na cmentarzu wojskowym w Grodnie. 18 lutego 1930 został pośmiertnie mianowany majorem ze starszeństwem z dniem 1 stycznia 1930 w korpusie oficerów piechoty.

## Ordery i odznaczenia
- Krzyż Srebrny Orderu Wojskowego Virtuti Militari nr 7758 – 22 czerwca 1922[10][11]
- Krzyż Niepodległości – pośmiertnie 7 lipca 1931 „za pracę w dziele odzyskania niepodległości”[12][13][14]
- Krzyż Walecznych trzykrotnie[15]
- Medal Pamiątkowy za Wojnę 1918–1921
- Medal Dziesięciolecia Odzyskanej Niepodległości
- Medal Zwycięstwa
- francuski Medal Pamiątkowy Wielkiej Wojny – pośmiertnie 19 marca 1931[16]